# Mansur
Joeliton Lima Santos, meglio noto come Mansur (Laranjeiras, 17 aprile 1993), è un calciatore brasiliano, difensore dell'Atromītos.

## Caratteristiche tecniche
È un terzino sinistro.

## Carriera

### Nazionale
Nel 2013 è stato convocato dalla nazionale brasiliana Under-20 per disputare il campionato sudamericano.

## Palmarès
- Campionato Baiano: 1

Vitória: 2013